# Франкенштейн — новый мюзикл
Франкенштейн — новый мюзикл — сценическая музыкальная адаптация романа Мэри Шелли 1818 года «Франкенштейн, или Современный Прометей» на музыку Марка Бэрона, либретто и слова Джеффри Джексона по мотивам рассказа Гэри П. Коэна. Премьера состоялась 1 ноября 2007 года в Нью-Йорке в Офф-Бродвея театре 37 Arts, режиссёр Билл Феннелли. Хантер Фостер исполнил роль Виктора Франкенштейна, Стив Бланшар — роль Существа и Кристиан Нолл — роль Элизабет. Продюсерами шоу выступили Джеральд Геринг, Дуглас К. Эванс, Майкл Ф. Митри и Дэвид С. Стоун совместно с Барбарой и Эмери Олкотт.

## Творческая интерпретация
Точно придерживаясь оригинального текста Мэри Шелли, творческая группа воспользовалась преимуществами современных сценических техник, создав плавную, нелинейную историю, заставившую зрителей путешествовать на огромные расстояния и промежутки времени, оставаясь при этом в едином пространстве с использованием для изображения эпической истории проекции, света и звука. Шоу почти «пропето», в нём очень мало разговорных диалогов, что напоминает современную оперетту.

## История создания
Ранние версии постановки были написаны в соавторстве Марка Бэрона и Гэри П. Коэна. Позднее к ним присоединился титулованный сценарист Джефф Джексон, который улучшил сценарий и тексты шоу. Предварительно постановку представили в средней школе и сделали несколько постановочных чтений для местной аудитории родного для авторов Нью-Джерси.

### Новаторское демонстрационное видео
В 2001 году команда предприняла попытку представить будущее профессиональное шоу: полнометражную видео-презентацию под названием «Франкенштейн, мюзикл», продюсером и режиссёром которого выступил Джефф Джексон. В постановке (видео-презентации), снимавшейся в течение четырёх дней в арендованном театре в Юнион-Сити, штат Нью-Джерси, снялся актёр, удостоенный премии Тони, Шулер Хенсли (в роли Существа), а также ветераны Бродвея Айвен Резерфорд (Les Misérables) в роли Виктора Франкенштейна и Рита Харви (Phantom of the Opera) в роли Элизабет. Постановка представляла собой гибрид фильма и живого выступления. Демонстрационное видео, снятое в кинематографической манере вне последовательности действий несколькими камерами и без зрителей, тем не менее, снималось на одной сцене с традиционным театральным освещением. Окончательный продукт был опубликован на DVD в 2002 году, но демонстрировался только в частном порядке для потенциальных спонсоров будущих постановок.

### Центр исполнительских искусств Нью-Джерси
В 2006 году обновлённая версия мюзикла, переименованная во «Франкенштейн, новый мюзикл», была поставлена в Центре исполнительских искусств Нью-Джерси в Ньюарке, штат Нью-Джерси, с тремя представлениями 29, 30 сентября и 1 октября. С участием звёзд Бродвея Рона Бомера («Алый Пимпернель») в роли Существа, Дэвиса Гейнса («Призрак Оперы») в роли Виктора Франкенштейна и Кристины Мишель Риггс («Отверженные») в роли Элизабет и режиссёром Биллом Феннелли. Эта постановка послужила прямой ступенькой к его окончательному дебюту в Нью-Йорке в следующем году. Продюсером выступил Дэвид С. Стоун. Во время короткого проката Гейнс заболел, и соавтору Джеффу Джексону пришлось вмешаться в последнюю минуту, чтобы выступить в двух последних выступлениях.

## Критический прием
Рецензии на внебродвейскую постановку 2007 года были различными: национальная пресса восприняла её положительно, нью-йоркские газеты наоборот были менее признательны. Ассошиэйтед Пресс похвалило её за «захватывающее воплощение классической истории в жизнь», а радио Блумберг назвало его «захватывающим» и «совершенно волнующим».

## Издание и лицензирование
Оригинальный альбом актёров доступен на Ghostlight Records, а пьеса опубликована Playscripts, Inc. и в настоящее время пользуется непрерывным лицензионным производством по всему миру. Помимо различных постановок в США и Великобритании, мюзикл был поставлен в Германии, Венгрии и Латинской Америке и переведён на родные языки этих регионов и стран.

## Краткое описание

### Предисловие
9 ноября 1793 года Роберт Уолтон, капитан исследовательского корабля, направляющегося к Северному полюсу, обнаруживает умирающего Виктора Франкенштейна, дрейфующего на льдине. Выхоженный Уолтоном, но всё ещё близкий к смерти, Виктор рассказывает капитану историю о том, как он оказался в этом затруднительном положении. Уолтон рассказывает эту ужасающую историю в письме своей сестре, и это видно в ретроспективе, когда её записывает.

### Акт I
Женева, 1769 год, одарённый ребёнок, Виктор проживает счастливое и привилегированное детство со своими отцом и матерью. Когда Виктору исполняется семь лет, у него появляется брат, Уильям. К 1789 году Виктор вырос энергичным и невероятно умным юношей. Он принят в Ингольштадтский университет, где решает изучать естественные науки. Мать Виктора умирает от скарлатины, вдохновив его на исследование тайн жизни и смерти («Золотой век»).
Виктор решает покинуть дом, чтобы продолжить исследование своих теорий. Он прощается со своей семьёй, лучшим другом Генри и кузиной, а также невестой Элизабет. Виктор обещает Элизабет, что вернётся к ней. («Найди дорогу домой»). Перед отъездом Виктор посещает могилу своей матери и провозглашает, что увидит её снова, поскольку он нашёл способ, как реанимировать мёртвых. Виктор демонстрирует это, успешно возвращая к жизни мёртвого воробья. В Ингольштадте теории Виктора встречают с возмущением, называя «безумием, глупостью и помешательством». Будучи преисполнен решимости доказать миру свои теории, Виктор присутствует на повешении неназванного осуждённого человека и, после его смерти, забирает тело для своего эксперимента («Аминь»). В своей университетской лаборатории Виктор создаёт человека ростом около восьми футов с тщательно отобранными конечностями и органами. Используя силу свирепой грозы, он пытается наделить своё творение жизнью («Рождение моего творения»). Поначалу эксперимент кажется неудачным, и Виктор лихорадочно просматривает свои записи, чтобы увидеть, что могло пойти не так («1:15 ночи»). Элизабет постоянно писала Виктору, хотя он ни разу не ответил ей. Пока Элизабет пишет своё последнее письмо к нему в Женеве, Виктор наконец просматривает письма, которые он проигнорировал. Понимая, что пренебрегал своими близкими, Виктор жаждет вернуться домой и забыть о своей неудаче. Внезапно из лаборатории раздаётся громкий крик, и Виктор бросается разузнать ситуацию. Он обнаруживает, что его творение действительно ожило, но оно настолько ужасно на вид, что Виктор в ужасе поджигает свою лабораторию и думает, что Существо погибло в огне («Дорогой Виктор / Сжечь лабораторию»).
Не получив известий от Виктора во время его пребывания в Ингольштадте, Генри, Элизабет, Уильям и отец Виктора беспокоятся о том, что с ним стало. Виктор находится в больнице, страдая от психического потрясения. Власти ждут его выздоровления, чтобы допросить его о пожаре в лаборатории («Руки времени»). Отец Виктора, озабоченный возвращением Виктора, заявляет, что какую бы дорогу в жизни ни выбрал бы его сын, он всегда будет верить в него («Глаза твоего отца»).
По выздоровлении Виктор предстаёт перед судом за поджог, однако его освобождают из-за отсутствия доказательств. Поклявшись отказаться интересоваться наукой, Виктор быстро возвращается домой в Женеву, но вернувшись слышит, что его брат Уильям убит. Виновницей преступления считается няня Уильяма, Жюстин Мориц, после того, как её нашли с окровавленным медальоном, принадлежащим Уильяму. Жюстин заявляет о своей невиновности, возлагая вину на «монстра».
Виктор находит Существо и приходит в ужас от того, что тот пережил пожар в лаборатории. Существо, теперь разумное и способное говорить, одинокое и страдает. Существо высказывает свою боль и то, как он ожидал любви и принятия, но оказался объектом ненависти и страха («Кошмар бодрствования»). Он заставляет Виктора выслушать историю своих дней с момента его создания («Рассказ существа»).
Выбравшись из горящей лаборатории, растерянное Существо нашло путь к хижине в лесу, где жили слепой старик, его дочь Агата и её маленький ребёнок. Существо, спрятавшееся в дровяном сарае рядом с хижиной, наблюдало за семьёй через трещину в стене. Услышав их пение, младенец тронул Существо и пробудил в нём стремление почувствовать ту же нежность («Музыка любви»). Будучи преисполнен решимости заслужить любовь семьи, Существо начало оставлять еду и дрова у их дверей днём и слушать их речь по ночам, чтобы выучить их язык. Когда он, наконец, почувствовал уверенность, что сможет успешно приблизиться к старику, Существо вошло в хижину, когда Агата ушла. Поскольку старик был слеп, его не оттолкнуло уродство Существа, и он принял его как друга. Вне себя от радости Существо обняло старика, случайно придушив его своей невероятной силой. Обезумев от того, что он убил своего единственного друга, Существо покинуло хижину и никогда не возвращалось. Вспомнив своего создателя, Существо приступило к миссии по лишению Виктора счастья и близких, пытаясь заставить Виктора осознать боль одиночества. Существо отправилось в Женеву и наткнулось на Уильяма и Жюстин, сидящих в поле. Существо слушало, как Уильям задавал Жюстин бесконечные вопросы о мире («Почему?»). Затем Жюстин и Уильям вместе убежали в лес, однако вернулась только Жюстин. Уильям был объявлен пропавшим без вести и вскоре был найден задушенным. Существо раскрывает, что это действительно он убил мальчика и подкинул медальон Жюстине. Здесь Существо заканчивает свою историю.
Дрожа от ярости, Виктор пытается сразиться со своим творением, но Существо легко его побеждают. Существо пытается убедить Виктора создать для него столь же ужасную спутницу женского пола. Виктор отказывается, пока Существо не поклянётся уйти со своей невестой и никогда не возвращаться. Надеясь, что создание невесты для Существа искупит его предыдущие ошибки, обещает Виктор. Жюстин повешена за убийство Уильяма («Предложение»).

### Акт II
Семья Виктора празднует его предстоящую свадьбу с Элизабет, однако празднование становится несколько мрачным из-за смерти Уильяма («Счастливый день»). Генри начинает подозревать, что Виктор что-то скрывает, и решает выяснить, что это такое. Виктор, стремясь умилостивить Существо и положить конец страданиям своей семьи, начинает создавать существо женского пола из трупа Жюстин. Генри входит в лабораторию и противостоит своему другу, ругая его за действия. Пытаясь защитить Виктора, он клянётся раскрыть его творение миру, заставляя Существо убить его в отместку («Современный Прометей»). Виктору удаётся оживить невесту Существа, но он убивает её, как только ему в голову приходит мысль о том, что у них двоих будут дети. Обезумевшее Существо клянётся отомстить своему создателю, обещая быть рядом в брачную ночь Виктора («Другой, похожий на него»).
Виктор и Элизабет женаты и уезжают в медовый месяц («Работы сердца»). Боясь, что Существо может прятаться поблизости, Виктор оставляет Элизабет запертой в их комнате, а сам отправляется на поиски. Видя, что она одна, Существо пробирается в комнату и убивает Элизабет («Объятия ангела»).
Убитый горем Виктор стоит перед могилой Элизабет и винит себя в её смерти, а также в смерти Уильяма и Жюстин («Работа сердца — Реприза»). Отец Виктора умирает последним от разбитого сердца («Глаза твоего отца — Реприза»). Доведённый до крайности горем, Виктор клянётся преследовать своё творение.
Тем временем Существо было эмоционально тронуто любовью семьи Виктора к нему, и ярко выражает раскаяние в своих поступках и ненависть к импульсу, побудившего его убивать («Эти руки»).
Виктор преследует Существо через всю Европу до Северно-Ледовитого океана («Погоня»). Наконец, одинокий и столь же опустошённый, как и его Существо, Виктор получает откровение и понимает, что человек действительно создан своими делами («Приход рассвета»).
Уолтон писал своё письмо не в комнате Виктора на борту корабля. Пока Виктор лежит, Существо входит в окно. Существо говорит, что пришло посмотреть, как умирает Виктор, а затем сожжёт себя на погребальном костре. Виктор, наконец осознав свои отцовские обязательства перед Существом, просит прощения и принимает его как своего «сына». Затем Виктор умирает, оставляя Существо погрязнуть в печали из-за потери отца. Уолтон входит в комнату, когда Существо берёт Виктора на руки и уносит его во льды и тьму, чтобы его больше никогда не увидели («Аминь — Реприза»).

## Музыкальные номера
| Акт I - «Прелюдия» — Уолтон (говорит), Виктор (Отец Виктора, Мать Виктора, Уильям, Жюстин, Генри, Элизабет — все говорят) - «Золотой век» — Отец Виктора и компания. - «Найди дорогу домой» — Элизабет, Виктор, мать Виктора. - «Золотой век (Реприза)» — Отец Виктора и компания. - «Аминь» — осуждённый, Виктор, Палач, Толпа. - «Рождение моего творения» — Виктор - «Лаборатория 1 (1:15 ночи)» — Виктор, Ансамбль. - «Дорогой Виктор» — Элизабет, Виктор. - «Это был сон?/Лаборатория 2/Сжечь лабораторию» — Виктор - «Руки времени» — Элизабет, Генри, Уильям, Жюстин. - «Глаза твоего отца» — Отец Виктора. - «История существа (Часть 1)» — Виктор, Существо - «Кошмар наяву» — Существо, Моб - «История существа (Часть 2)» — Существо - «Музыка любви» — Агата, Слепой, Существо - «История существа (часть 3)» — Существо - «Почему? (Часть 1)» — Уильям, Жюстин. - «Почему? (Часть 2)» — Виктор, Существо, Уильям, Элизабет, Отец Виктора, Моб. - «Предложение/Рождение моего творения (Реприза)» — Виктор, Существо, компания | Акт II - «Счастливый день» — Уолтон (говорит), Генри, Элизабет, Гости. - «Современный Прометей» — Виктор, Генри, Существо - «Другой, подобный ему» — Виктор - «Что ты наделал?/Счастливый день (Реприза)» — Существо, Виктор - «Руки времени (Реприза)» — Элизабет, Виктор - «Дела сердца» — Виктор, Элизабет - «Объятия ангела» — Существо - «Труды сердца (Реприза)» — Виктор - «Глаза твоего отца (Реприза)» — Отец Виктора - «Почему (повторение части 2)» — Существо - «Эти руки» — Существо - «Погоня» — Виктор, Существо, Отец Виктора, Уильям, Жюстин, Генри, Элизабет. - «Приход рассвета» — Виктор - «Аминь — Реприза» — Существо, Виктор, Уолтон (говорит) |

## Роли и оригинальный состав
| Персонаж              | Оригинальный состав | Оригинальный немецкий состав |
| --------------------- | ------------------- | ---------------------------- |
| Виктор Франкенштейн   | Хантер Фостер       | Штефан Хаберкорн             |
| Существо              | Стив Бланшар        | Томас Плачек                 |
| Элизабет Лавенца      | Кристиан Нолл       | Вера Домик                   |
| Генри Клерваль        | Джим Станек         | Кай Ламерс                   |
| Жюстин Мориц          | Мэнди Бруно         | Анника Кляймт                |
| Альфонс Франкенштейн  | Ричард Уайт         | Бьёрн Босбах                 |
| Капитан Роберт Уолтон | Аарон Сероцкий      | Никлас Эрнст                 |

## Постановки
Первые чтения прошли в «Пьесах в парке» в Эдисоне, штат Нью-Джерси, где Кристофер Бентивенья играл роль Существа, а Жерар Лебеда — роль Генри Клерваля. Более поздние чтения мюзикла прошли в декабре 2006 года в Нью-Йорке с Дрю Сэрич в главной роли в роли Виктора. Начиная с 29 сентября 2006 года, Рон Бомер и Дэвис Гейнс появлялись на постановочных концертах «Франкенштейна» в Центре исполнительских искусств Нью-Джерси. Показ завершился 1 октября 2006 года.
1 ноября 2007 года в 37 Arts Theater открылась внебродвейская постановка Билла Феннелли с участием Хантера Фостера, Стива Бланшара и Кристиан Нолл. Она закрылась 3 декабря 2007 года после 45 представлений и 25 превью. Оригинальная [запись актёрского состава] внебродвейского состава была выпущена на лейбле Friends of Ghostlight 2 сентября 2008 года.
Внебродвейская постановка «Франкенштейна» осенью 2007 года вызвала национальную гастрольную компанию. Затем в Гражданском театре в Форт-Уэйн, Индиана, 3 марта 2009 года, открылась новая постановка, закрылась 22 марта 2009 года после ограниченного проката.
Первая постановка в Европе состоялась в Великобритании в мае 2009 года в The Stables Theatre, Гастингсе, Восточном Сассексе с Эшли Райт и Майком Барбером. Постановка октября 2009 года в Лондоне получила несколько премий «Кенни», в том числе награду «Лучшее шоу года».
20 апреля 2013 года в Клеве состоялась немецкая премьера в переводе Веры Домик, режиссёр Штефан Хаберкорн.
Австралийская премьера «Франкенштейна — нового мюзикла» открылась в Мельбурне 7 ноября 2014 года, постановку поставила компания музыкального театра Уильямстауна.
Премьера «Франкенштейна — нового мюзикла» на Западном побережье проходила с ограниченным прокатом с 23 октября по 1 ноября 2014 года и была спродюсирована Art-in-Relation. В актёрский состав вошли исполнительный продюсер и музыкальный руководитель Джонас Силлс в роли Виктора, Рэй Баффер в роли Монстра, Шеннон Кадд в роли Элизабет и Перри Шилдс в роли Альфонса Франкенштейна.
К 200-летию романа в 2018 году немецкая музыкальная группа OnStage провела тур с «Франкенштейном — новый мюзикл». Этот тур проходил в Оденвальде и завершился представлением под открытым небом на руинах знаменитого Замка Франкенштейна, который, как говорят, был одним из источников вдохновения Мэри Шелли во время создания книги.
Санкт-Петербургский театр музыкальной комедии приобрёл права на показ русскоязычной версии «Франкенштейном — новый мюзикл» в режиссуре Алексея Франдетти. Показ должен был состоятся в конце мая 2022 года, отменён был из-за отзыва лицензии. 6 октября 2023 года театр выпустил собственного «Франкенштейна», позаимствовав в либретто и музыке идеи из оригинала.